# 1973 في السعودية
تحتوي هذه المقالة على أهم الأحداث التي شهدتها السعودية في 1973، إضافة إلى أهم الشخصيات السعودية التي وُلدت أو تُوفيت في هذه السنة.

## السياسة

### الحكم
الملك: فيصل بن عبد العزيز آل سعود

### تعيينات

#### أغسطس
- 6: الأمير سعود بن عبد المحسن بن عبد العزيز آل سعود، نائبًا لأمير منطقة المدينة المنورة.[1]

## أحداث
- أزمة النفط: السعودية تقود عملية قطع النفط عن الدول الغربية التي دعمت إسرائيل في حرب أكتوبر ضد كل من مصر وسوريا.[2]
- افتتاح مدينة الأمير عبد الله الفيصل الرياضية (ملعب رعاية الشباب بجدة سابقاً).[3]

### مارس
- 1: الهجوم على السفارة السعودية بالخرطوم من قبل جماعة أيلول الأسود.[4]
- 6: بدء بث إذاعة القران الكريم من مدينة الرياض.[5]
- 15: اعتماد علم المملكة العربية السعودية.[6]

### يونيو
- 6 : إقامة حفل تخريج الدورة الخامسة من طلاب المدرسة العسكرية بالحرس الوطني بحضور الأمير عبدالله بن عبدالعزيز آل سعود.[7]
- 6: زيارة الملك فيصل بن عبدالعزيز آل سعود إلى دولة المغرب و ايطاليا والجزائر.[8]
- 6: إقامة معرض الصناعات الوطنية الأول في المملكة العربية السعودية بحضور صالح الراجحي و الأمير نايف بن عبدالعزيز.[9]
- 20: محمد العوضي وزير التجارة والصناعة يصدر قرار باعتبار مادة الاسمنت من المواد التموينية, جاء ذلك بناء على أهمية الاسنت حيويا و للتقدم العمراني والانشائي في المملكة. كما طلبت الوزارة من شركات ومصانع الاسمنت في المملكة إفادتها عن طاقة المصانع الانتاجية و تزويد الوزارة ببيان شهري عن كمية الانتاج خلال الشهر و كيفية توزيعه وأسماء الوكلاء والتجار و الموزعين و أسعار البيع.[10]
- 20: ربط قرى منطقة القصيم بالطريق الرئيسي في مشروع بلغت قيمته 40 مليون ريال، القرى المربوطة تشمل: لوزان, الشادية, العمار, طرايا, الشيحية, الهديب، مصيبحة, الذيبية, صبح, شعيب الحمر, السيح, دريمحة, مصاخ.[11]
- 20: المؤسسة العامة للتأمينات الإجتماعية توجه اعلانها الإلزامي نحو أصحاب الأعمال الذين يستخدمون خمسون عاملًا فأكثر أن يخضعوا لنظام التأمينات الإجتماعية.[12]

### يوليو
- 11: توقيع اتفاقية ثقافية بين المملكة العربية السعودية و جمهورية تشاد تتضمن العديد من النقاط التي تهم البلدين، تتضمن الاتفاقية تقديم 33 منحة دراسية للطلبة التشاديين للدراسة في المملكة.[13]
- 11: وصول عدد المؤسسات المنشأة في المنطقة الوسطى من المملكة العربية السعودية إلى 16,435 مؤسسة منها 11 ألف في الرياض و 1623 في بريدة وبقية المؤسسات موزعة على عنيزة والرس والبكيرية والبدائع ورياض الخبراء والمذنب والخرج والزلفي والدوادمي وشقراء و المجمعة.[14]
- 19: وزير التجارة والصناعة يوافق على إنشاء مصانع لأقلام الرصاص والدبابيس وورق الكاربون و أشرطة الآلات الكاتبة و مشابك الورق و تعبئة الشاي وذلك في مدينة جدة بالإضافة إلى الموافقة على توسعة مصنع القحطاني لتغليف أنابيب البترول بالدمام و الموافقة على إقامة مصنع للأواني المنزلية بمدينة بريدة بقيمة 567 ألف ريال.[15]
- 19: وزير الزراعة يخطط لافتتاح مركزًا جديدًا للتدريب في الرياض بالإضافة إلى مختبر مركزيًا، تبلغ تكاليف المشروع 19 مليون ريال و يتكون من عدة فصول دراسية مزودة بالأجهزة السمعية والبصرية العصرية و أقسام سكن للدارسين و مختبر مركزي حديث.[16]

### أغسطس
- 7: وصول بث محطة تلفزيون الرياض إلى المجمعة و منطقة سدير كما سيتم تنفيذ محطات تقوية تنتشر على مسافات بعيدة عن الرياض ليصل الإرسال التلفازي إلى منطقة سدير والوشم.[17]
- 7: اعتماد تسعة ملايين ريال لفرش و صيانة الحرمين و دواليب لحفظ المصاحف الكريمة و دعاسات للأبواب والممرات بالإضافة إلى مليون و 300 ألف ريال رواتب و مكافآت و بدلات و تعويضات لعمال مصنع كسوة المسجد الحرام بالإضافة إلى اعتماد 300 ألف لنفقة قصور الضيافة و 10 آلاف ريال للمنظمات العالمية. كما سيتم استحداث 33 وظيفة في وكالة الأوقاف بوزارة الحج وسبعة وظائف في وكالة الحج و 734 وظيفة مؤقتة بوكالة الحج.[18]

- 23: قيام الرئيس المصري أنور السادات بزيارة مفاجئة إلى الرياض أجرى فيها محادثات مع الملك فيصل.[19]

### سبتمبر
- 5: الهجوم على السفارة السعودية في باريس من قبل جماعة أيلول الأسود.
- 22: قيام الملك فيصل بافتتاح مدينة الملك عبد العزيز العسكرية في تبوك.[20]

### أكتوبر
- مشاركة وحدات من الجيش السعودي في حرب أكتوبر على الجبهة السورية.
- إنشاء المدينة الصناعية الأولى بالرياض.
- 12: قيام وزير الدولة للشؤون الخارجية عمر السقاف بتسليم تحذير مكتوب إلى هنري كيسنجر ينذره فيه بأن السعودية سوف تخفض من انتاجها وصادراتها من البترول إلى الولايات المتحدة في حال قدمت مساعدات مباشرة إلى إسرائيل.[21]

## مواليد
- نايف خلف، ممثل ومخرج.[22]
- صالح الهنيدي، أديب وشاعر.

### يونيو
- 6: أحمد الشقيري، إعلامي ومفكر.

### يوليو
- 2: تركي الدخيل، سفير وإعلامي.
- 31: عبد العزيز الخثران، لاعب كرة قدم سابق.[23]

### أغسطس
- 1: فهد الغشيان، لاعب كرة قدم سابق.[24]
- 29: يوسف الجسار، لاعب كرة قدم سابق.

### سبتمبر
- 8: خميس العويران، لاعب كرة قدم سابق.[25]